# Ligny-en-Barrois
Ligny-en-Barrois je francouzská obec v departementu Meuse v regionu Grand Est. V roce 2010 zde žilo 4 307 obyvatel. Je centrem kantonu Ligny-en-Barrois.

## Vývoj počtu obyvatel
Počet obyvatel